# Anaglyptus bicallosus
Anaglyptus bicallosus är en skalbaggsart som beskrevs av Ernst Gustav Kraatz 1882. Anaglyptus bicallosus ingår i släktet Anaglyptus och familjen långhorningar. Inga underarter finns listade i Catalogue of Life.